# مسألة كوراتويسكي للغلق-التكملة
في طوبولوجيا تحديد النقاط، تطلب مسألة كوراتويسكي للغلق-التكملة أكبر عدد من المجموعات المتميزة التي يمكن الحصول عليها بواسطة التطبيق المتكرر لعمليات المجموعة الخاصة بالغلق والتكملة على مجموعة فرعية افتتاحية معينة من الفضاء الطوبولوجي. الإجابة هي 14. وقد تم نشر هذه النتيجة لأول مرة من قِبل كازيميرز كوراتويسكي في عام 1922. وحظيت المسألة بعرض واسع النطاق بعد ثلاثة عقود، حيث وردت كتمرين في كتاب جون إل كيلي المدرسي الكلاسيكي الطوبولوجيا العامة (General Topology).

## البرهان
تسويغ S يدل على مجموعة فرعية اعتباطية لفضاء طوبولوجي، اكتب kS لغلق S وcS لتكملة S. الهويات الثلاث التالية تعني أنه لا يمكن الحصول على أكثر من 14 مجموعة متميزة:
(1) kkS = kS. (عملية الغلق هي عديمة التغير عند الضرب في نفسها.)
(2) ccS = S. (عملية التكملة هي زيادة الكمية.)
(3) kckckckcS = kckcS.(أو بشكل متساوٍ kckckckS=kckckckccS=kckS. استخدام الهوية (2).)
أول اثنين هما عديمو الأهمية. والثالث يتبع من الهوية kikiS = kiS حيث إن iS هي الزاوية الداخلية لـ S التي تعادل تكملة غلق S وiS = ckcS. (العملية ki = kckc هي عديمة التغير عند الضرب في نفسها.)
المجموعة الفرعية التي تحقق حدًا أقصى من 14 تُسمى المجموعة المكونة من 14. فضاء الأعداد الحقيقية تحت الطوبولوجيا العادية تحتوي على مجموعات مكونة من 14. وإليك مثالاً:
{\displaystyle (0,1)\cup (1,2)\cup \{3\}\cup {\bigl (}[4,5]\cap \mathbb {Q} {\bigr )},}
حيث إن {\displaystyle (1,2)} تدل على فاصل مفتوح و{\displaystyle [4,5]} تدل على فاصل مغلق.

## نتائج إضافية
على الرغم من أن أصلها متجذر في سياق الفضاء الطوبولوجي، فإن مسألة كوراتويسكي للغلق-التكملة هي في الواقع جبرية أكثر من كونها طوبولوجية. وظهرت مجموعات وفيرة بشكل مذهل من المسائل والنتائج وثيقة الصلة منذ عام 1960، الكثير منها له علاقة بسيطة أو ليس له علاقة كليًا بطوبولوجيا تحديد النقاط.

## وصلات خارجية
- The Kuratowski Closure-Complement Theorem نسخة محفوظة 12 فبراير 2022 على موقع واي باك مشين. by B. J. Gardner and Marcel Jackson
- The Kuratowski Closure-Complement Problem by Mark Bowron